# Hans Roest
Joannes Josephus Cornelis (Hans) Roest (Dordrecht, 23 mei 1917 – 's-Heerenberg, 18 januari 2006) was een Nederlandse journalist en uitgever.

## Leven en werk
Tijdens de Tweede Wereldoorlog publiceerde Roest clandestien de rijmprent Schaatsenrijder van de dichter Gerrit Achterberg. Roest  trad in 1946 in dienst bij De Maasbode, een rooms-katholieke krant uit Rotterdam. In 1948 werd hij benoemd tot redacteur buitenland bij deze krant.  Roest specialiseerde zich op het terrein van kunst en cultuur.  In 1954 stapte hij over naar de Geïllustreerde Pers. Bij deze uitgeverij werd hij hoofd lectuur. Hij was verantwoordelijk voor alle door de Geïllustreerde Pers uitgegeven lectuur. In de jaren zeventig verzorgde Roest nieuwe uitgaven van de dichters Adama van Scheltema, Hélène Swarth, Jan Prins en Hendrik Tollens. Al deze bundels werden door hem voorzien van een inleiding.
De schrijver Jeroen Brouwers heeft zijn uitgebreide briefwisseling met Roest opgenomen in Kroniek van een karakter. Roest was degene die Brouwers in contact bracht met de uitgeefster Angèle Manteau. Het vormde het begin van de literaire loopbaan van Brouwers en van zijn vriendschap met Roest. In november 2018 verscheen in de serie Feuilletons van de uitgever Demian het volgnummer 10: 'Laatste Plicht - Terugdenken aan Hans Roest' geschreven door Jeroen Brouwers. Hierin blijkt de levenslange vriendschap van Brouwers voor zijn vriend en mentor Roest. Brouwers zegt zelf over dit werk: "Hans Roest moest nog. Hij is een baken in mijn leven geweest. Een soort van vaderfiguur. Laat dat 'soort van' er maar af. Hij was mijn geestelijke vader".
Roest onderhield een uitgebreid netwerk met Nederlandse en Vlaamse auteurs. Hij bezat een uitgebreide verzameling briefwisselingen met hen, waaruit regelmatig werd en wordt geput voor het vervaardigen van biografieën over deze auteurs. Een groot deel van deze verzameling is in de loop der tijd via een veiling op de markt gebracht. Een deel van deze verzameling bevindt zich in de collectie van het Literatuurmuseum. Dit museum bevat tevens een grote collectie fotoportretten (bijna 1000) die Roest maakte als illustratiemateriaal voor zijn artikelen.

## Onderscheiding
Voor zijn artikelen over de Belgische Kunst en de Vlaamse letterkunde werd hij 1960 benoemd tot ridder in de Orde van Leopold II.

## Varia
- De dichter Cees Buddingh maakt in een van zijn gedichten ter nagedachtenis aan Gerrit Achterberg melding van een bezoek van Roest en Achterberg aan zijn ouderlijk huis.[7]Ik heb je nooit ontmoet. Maar eenmaal kwam
ik thuis ('k mocht net weer wandelen), en zei
mijn moeder: 'Hans Roest is nog langs geweest
met een meneer.' En die meneer was jij.
- Roest was in 1962 een van de slachtoffers van de treinramp bij Harmelen. Hij raakte bekneld en liep een compliceerde beenbreuk op. De arts A. Speelman redde hem. Hun relaas werd in 1993 in het KRO-programma "Sporen" uitgezonden.[8]
- Rico Bulthuis droeg zijn boek De kat kwam weer op aan Hans Roest.